# プーチ・ホール
プーチ・ホール（Pooch Hall、1976年2月28日 - ）は、アメリカ合衆国出身の俳優。

## 来歴
マサチューセッツ州生まれ。

## 主な出演作品

### 映画
- ストンプ・ザ・ヤード2 Stomp the Yard 2: Homecoming (2010)
- ジャンピング・ザ・ブルーム 〜恋と嵐と結婚式〜 Jumping the Broom (2011)
- チャンプ Chuck (2016) ※WOWOW放映時のタイトルは『チャック 〜“ロッキー”になった男〜』
- 僕のワンダフル・ライフ A Dog's Purpose (2017)
- チェリー Cherry (2021)

### テレビ
- 救命医ハンク4 セレブ診療ファイル Royal Pains (2012)
- ウェアハウス13 〜秘密の倉庫 事件ファイル〜 Warehouse 13 (2012)
- バツイチママは実家暮らし How to Live with Your Parents (For the Rest of Your Life) (2013)
- ダニーのサクセス・セラピー Necessary Roughness (2013)
- SUITS/スーツ SUITS (2011-2016)
- レイ・ドノヴァン ザ・フィクサー Ray Donovan (2013-2017)